# Neochernes peninsularis
Neochernes peninsularis är en spindeldjursart som först beskrevs av Chamberlin 1925.  Neochernes peninsularis ingår i släktet Neochernes och familjen blindklokrypare. Inga underarter finns listade i Catalogue of Life.